# Grote Prijs Yvonne Reynders
Der Grote Prijs Yvonne Reynders ist ein Straßenradrennen im Frauenradsport in Belgien.
Das Eintagesrennen findet jährlich an Maria Himmelfahrt statt und wurde erstmals im Jahr 2022 ausgetragen. Die Erstaustragung musste jedoch nach 39 Kilometern aufgrund von Starkregen abgebrochen werden, so dass erst 2023 eine Siegerin gekürt werden konnte. Bis 2023 war das Rennen in die Kategorie 1.2 eingestuft, seit 2024 gehört es zur Kategorie 1.1. Die Strecke führt einem flachen Rundkurs, der mehrfach absolviert wird, durch die Stadt Herentals in Zentralbelgien.
Organisiert wird das Rennen vom Café Welkom Veloclub aus Noorderwijk, einem Stadtteil von Herentals. Namensgeberin ist die ehemalige Radrennfahrerin Yvonne Reynders.

## Palmarès
| Jahr | Siegerin          | Zweite       | Dritte              |
| ---- | ----------------- | ------------ | ------------------- |
| 2023 | Eline Van Rooijen | Sanne Cant   | Kirstie van Haaften |
| 2024 | Scarlett Souren   | Evy Kuijpers | Femke Beuling       |
| 2025 |                   |              |                     |